# Üsser Talgletscher
Der Üsser Talgletscher ist ein Gletscher in der Schweiz in den Berner Alpen.
Der südexponierte Gletscher liegt am Fuss des Petersgrats und des Tschingelhorns und bedeckt eine Fläche von ca. 2,5 km². Er ist im Westen mit dem Tellingletscher, im Norden über den Petersgrat mit dem Kanderfirn und im Nordosten mit dem kleineren Inner Talgletscher verbunden. Seine Zunge reicht bis etwa auf 2800 m ü. M. hinab. Er befindet sich auf dem Gemeindegebiet von Blatten und entwässert über die Lonza und die Rhone in das Mittelmeer.